# Stadio Theodōros Kolokotrōnīs
Lo stadio Theodoros Kolokotronis, (in greco: Γήπεδο Θεόδωρος Κολοκοτρώνης), è uno stadio di 7.493 posti, della città di Tripoli, in Grecia ed ospita le partite di calcio casalinghe dell'Asteras Tripolis.
Lo stadio, inaugurato nel 1979, prende il nome dal militare, condottiero e patriota greco Theodoros Kolokotronis eroe della Guerra d'indipendenza greca.